# Bindi Irwin

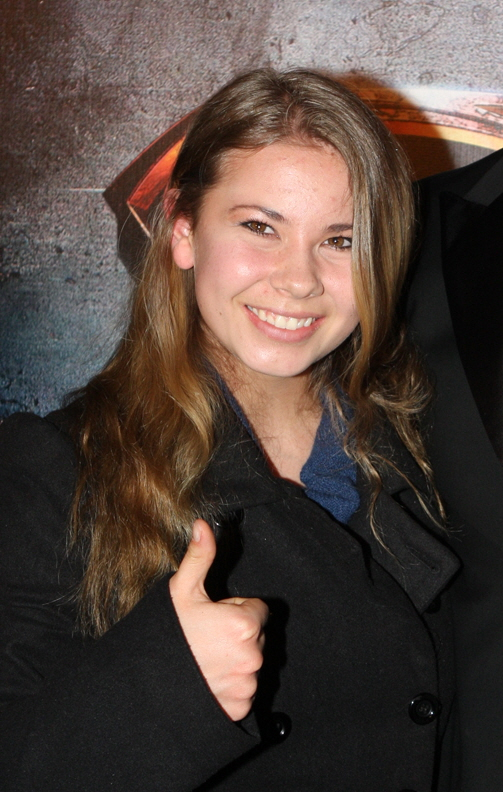
Bindi Irwin in 2013

Bindi Sue Irwin (Nambour, Queensland, Australië, 24 juli 1998) is de dochter van Steve Irwin (1962-2006) en Terri Irwin. Ze heeft een broer, Robert Clarence. Samen met haar echtgenoot Chandler Powell heeft ze een dochter.

## Biografie
Bindi Sue Irwin is vernoemd naar de favoriete dieren van haar vader. Bindi was zijn favoriete krokodil en Suey zijn hond.
Irwin kreeg, in navolging van haar vader, een serie op tv: Bindi the Jungle Girl. Haar vader Steve overleed tijdens het filmen voor deze serie door een steek van een giftige pijlstaartrog. Ook kwam Bindi veelvuldig voor in de series The Crocodile Hunter en Crocodile Hunter Diaries. In 2010 speelde ze een hoofdrol in de film Free Willy: Escape from Pirate's Cove. Ook speelde Bindi in de film Return To Nim's Island (2013) als Nim.
Ze maakte indruk op de hele wereld door de toespraak die ze hield bij de herdenkingsdienst voor haar vader. Daarin zei ze dat ze altijd op hem had kunnen rekenen en dat ze van hem hield.
In 2015 won Irwin de Amerikaanse versie van Dancing with the Stars samen met haar danspartner Derek Hough.
Op 25 maart 2020 is ze getrouwd met Chandler Powell.

## Trivia
- De geboorte van Bindi werd gefilmd en op televisie vertoond.